# АНОФ-2
АНОФ-2 — вторая апатито-нефелиновая обогатительная фабрика (АНОФ-2) является подразделением, входящим в состав Кировский филиал АО «Апатит». Крупнейшее промышленное предприятие Апатитов.
Территория промышленного района фабрики располагается в городе Апатиты Мурманской области, на севере города, в долине реки Белой, у подножья горы Вудъяврчорр.

## История
Решение о проектировании и строительстве АНОФ-2 было принято на основании постановления Совета Министров СССР № 2123—827 от 20.05.50 г. и № 4236-1903 от 11.10.1950 г. «О развитии апатитовой промышленности». Первоначально мощность АНОФ-2 по апатитовому концентрату планировалась 2,5 млн т. апатитового концентрата в год.
Технический проект АНОФ-2 выполнен институтом «Механобр».
В разработке основных частей проекта фабрики и её инженерного обеспечения приняли участие ведущие проектные организации:
- Институт «Механобр» части: общаятехнологическая, генеральный план и транспорт, строительная, электротехническая, электроснабжение, силовое электрооборудование и электрическое освещение, автоматизация производственных процессов, связь и сигнализация, водоснабжение и канализация, отопление и вентиляция, хвостовое хозяйство с хвостохранилищем в губе Белая, сводные сметно-финансовые расчёты и объектные сметно-финансовые расчёты, сметная, организация строительства, технико-экономическая;
- Институт «Ленгипрогазоочистка» — установка очистки газов, отходящих после сушильных барабанов в корпусе фильтрации и сушки.
- Работы по совершенствованию и развитию схемы обогащения проведены с привлечением ГИГХСа, Горного института КНЦ КФ АН СССР. Генеральным подрядчиком на строительство АНОФ-2 был трест «Апатитстрой».

Строительство фабрики осуществлялось поэтапно, блоками секций технологического оборудования, так называемыми «очередями», что позволяло быстрее вводить мощности и получать готовую продукцию, не дожидаясь полного завершения строительства объекта.
23 июля 1963 года АНОФ-2 была пущена в эксплуатацию. Мощность фабрики на тот момент составляла 1,2 миллиона тонн апатитового концентрата в год.
Постановлением Совета Министров СССР № 627 от 11.07.1959 г. «О мерах помощи комбинату „Апатит“ Мурманского совнархоза» было принято решение о расширении АНОФ-2 до мощности 5,0 млн т апатитового концентрата, а постановлением № 370 от 23.05.1968 г. — до 14 млн т в год.
Многолетние совместные исследования ЦЛ ОАО «Апатит» с институтами ГИГХС, «Механобр», ЛИСИ, Горного института КНЦ по разработке технологии обогащения апатит-нефелиновых руд в условиях использования оборотной воды позволили осуществить поэтапный перевод АНОФ-2 в 1978—1981 годах на 80 %, а затем на 86-90 % водооборот, в результате чего резко сократилось потребление свежей воды и объём сбрасываемых фабрикой промышленных стоков.
С завершением последнего этапа реконструкции фабрики в 1980 году мощность фабрики достигла проектной — 14 млн т апатитового концентрата в год.
В 1990-е годы из-за отсутствия сбыта продукции производилось сокращение мощности фабрики до 9,9 миллионов тонн апатитового концентрата.
В 1999 году начата реконструкция флотационного передела фабрики, а также замена дробильного оборудования на более современное. В связи с проводимой реконструкцией из эксплуатации выводились мощности передела флотации и измельчения I очереди МФО. В 2001 году из-за физического износа выведены из эксплуатации 3 сушильных барабана.
В рамках реконструкции и поэтапного ввода оборудования флотации в декабре 2006 года сдан в эксплуатацию блок № 3, в апреле 2008-го — блок № 2 и в декабре 2010-го — блок № 1.

## Характеристики
В настоящее время (по состоянию на 01.01.2011 г.) мощность АНОФ-2 составляет 22,1 млн.т. по переработке руды и 6,3 млн.т. по производству апатитового концентрата в год.
Комплекс основных производственных переделов фабрики, обеспечивающих переработку руды и получение апатитового концентрата, включает:
- Дробильное отделение — трехстадиальная схема дробления с предварительным грохочением руды в каждой стадии (4 технологические нитки);
- Мельнично-флотационное отделение — мокрое измельчение руды в шаровых мельницах, работающих в замкнутом цикле с классифицирующими аппаратами, флотация измельченной руды с получением флотационного апатитового концентрата и сгущение в радиальных сгустителях (3 мельнично-флотационных блока на 1 очереди и 7 мельнично-флотационных секций на 2 очереди МФО, 16 сгустителей);
- Фильтровально-сушильное пылеулавливающее отделение — фильтрация и сушка апатитового концентрата (11 секций фильтрации и сушки);
- Отделение погрузки — силосный склад концентрата и 2 погрузочных узла;
- Отделение хвостового хозяйства — комплекс гидротехнических сооружений по гидротранспортировке и укладке хвостов.